# Victor Herpin
Pour les articles homonymes, voir Herpin.
Victor Adolphe Herpin est un compositeur et chef d'orchestre français, né à Lille le 19 avril 1846 et mort à Paris le 31 mars 1888.

## Biographie
Il obtient en 1870 un premier accessit d'Harmonie du Conservatoire. 
Successivement chef d'orchestre des Folies-Dramatiques, de La Scala, des concerts Pasdeloup, du Châtelet (sous-chef) puis deuxième chef d'orchestre des Concerts Colonne, on lui doit les musiques de près d'une centaine de chansons de la fin du XIXe siècle sur des paroles, entre autres, d'Émile Baneux, Julien Sermet, Louis Battaille, René de Saint-Prest ou Camille Soubise.

## Œuvres
- 1885 : Le Violon brisé chanson nationaliste revancharde, parole et musique de  Victor Herpin
- 1885 : La Ferme aux fraises !, chanson, paroles de Villemer, musique de Victor Herpin